# Cerapachys jovis
Cerapachys jovis is een mierensoort die tot 2014 was toegekend aan de onderfamilie van de Cerapachyinae maar daarna aan de onderfamilie van de Dorylinae. De wetenschappelijke naam van de soort is voor het eerst geldig gepubliceerd in 1915 door Auguste Forel.
De soort werd ontdekt door Eric Mjöberg in Queensland (Australië).